# Nicetas (obispo bogomilo)
Nicetas, conocido solo por fuentes latinas que lo llaman papa Nicetas, se dice que fue un obispo bogomilo de Constantinopla que vivió en el siglo XII.   
Poco se sabe de sus primeros años. En la década de 1160 fue a Lombardía. Su propósito era, aparentemente, reforzar las creencias dualistas de los cátaros de estas regiones y, en particular, poner en relieve la validez de su linaje espiritual u ordo a través del consolamentum por el cual estaban vinculados a los apóstoles.
Marcos, un dualista moderado, que entonces presidía los cátaros de Lombardía, pertenecía al ordo de Bulgaria, que Nicetas impugnó. Marcos recibió el consolamentum nuevamente de Nicetas, un dualista absoluto que pertenecía al ordo de Drugunthia o Dragovitia (en el sureste de los Balcanes), habiendo recibido su consolamentum del obispo Simon de Dragovitia.
Nicetas luego se fue a Languedoc. En 1167, en presencia de Marcos y de otros representantes de las iglesias cátaras de Languedoc, Francia y Cataluña, Nicetas presidió el Concilio de  Saint-Felix-de-Caraman, en el que renovó los consolamenta y confirmó el oficio episcopal de seis obispos cátaros:
1. Robert d'Espernon, obispo de los franceses, es decir del norte de Francia.
2. Sicard Cellarier, obispo de Albi.
3. Marcos, obispo de Lombardía, aparentemente sinónimo de Italia.
4. Bernard Raymond, obispo de Toulouse.
5. Gerald Mercier, obispo de Carcassona.
6. Raymond de Casals, obispo de Agen.

Nicetas instruyó a la asamblea que, así como las Siete Iglesias de Asia no interfirieron en la independencia del otro, tampoco lo hicieron los obispados coetáneos de los bogomiles, ni tampoco lo deberían hacer estos nuevos obispados cátaros.
En algún momento posterior, tal vez a principios de la década de 1180, un cierto Petracius llegó a Italia, siguiendo los pasos de Nicetas, y puso en duda la conducta moral de Simón de Dragovitia, invalidando así el ordo de Nicetas y todos aquellos cuyos consolamenta Nicetas había otorgado o renovado. Esto fue desastroso para la iglesia cátara de Italia, que se hundió en un largo cisma.